# ¡Extra omnes!
¡Extra omnes!  es una locución latina que significa «¡fuera todos!», pronunciada por el maestro de las celebraciones litúrgicas al cierre de las puertas de la Capilla Sixtina, al principio de un cónclave para la elección del nuevo pontífice soberano.  